# باگوانوس
باگوانوس (به اسپانیایی: Báguanos) یک منطقهٔ مسکونی در کوبا است که در استان اولگین واقع شده‌است. باگوانوس ۸۰۶ کیلومتر مربع مساحت و ۵۴٬۸۵۴ نفر جمعیت دارد و ۸۰ متر بالاتر از سطح دریا واقع شده‌است.